# Стьюарт (приток Юкона)
Стьюарт (англ. Stewart River) — река в Канаде, правый приток Юкона.
Река берёт своё начало в горах Селвин, на границе Северо-Западных территорий и территории Юкона. Образуется слиянием рек Северный Стьюарт и Южный Стьюарт. Длина реки составляет 533 км, площадь водосборного бассейна — 51 тыс. км².
В 1914 и в 1918 годах в районе реки были открыты два крупных месторождения серебра.